# Shwedagon

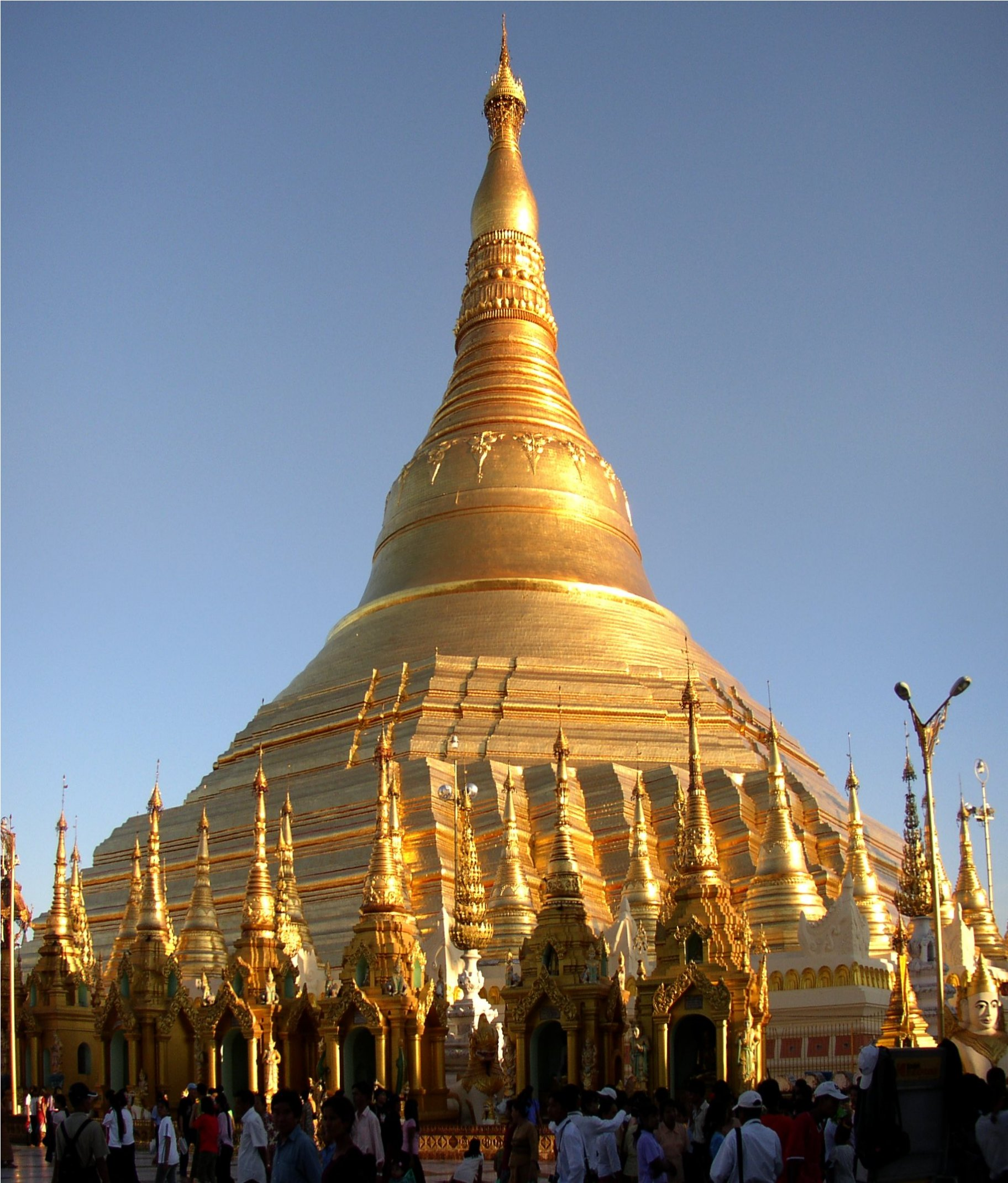
Shwedagon Paya.

Shwedagon es un complejo religioso situado en Rangún, antigua capital de Birmania. Está presidido por la magnífica estupa Shwedagon Paya (en Birmania se las conoce como payas) rodeada de templos. La estupa tiene 100 m de altura y está cubierta con un baño de oro. Se sitúa en el margen occidental del Lago Real en las colinas Singuttara. Es la pagoda más sagrada para los budistas del país ya que contiene algunas reliquias de Buda, entre ellas un trozo de tela y ocho cabellos de Siddharta Gautama.
Los visitantes tienen que descalzarse antes de pisar la entrada. Las oraciones se realizan dando vueltas en el sentido contrario a las agujas del reloj.

## Historia
Según la leyenda, la estupa tiene unos 2500 años de antigüedad - cuando Buda aún vivía-, lo que la convertiría en la estupa budista más antigua del mundo. Sin embargo, los arqueólogos creen que fue construida entre el siglo VI y el siglo X por los mon, aunque se trata de un punto discutido: existen escritos de monjes budistas que indican que fue construida antes de la muerte de Buda, ocurrida en el 480 a. C. Según la tradición y el Buddhavaṃsa dos mercaderes de Ukkalājanapada llamados Tapussa y Bhallika pasaban por Bodh Gaya cuando se encontraron con el Buda. El Buda, que en ese momento disfrutaba de la dicha de su recién alcanzada condición de buda sentado bajo un árbol rājāyatana', aceptó su ofrenda de torta de arroz y miel y les enseñó a cambio algo del dharma. Al hacerlo, se convirtieron en los primeros discípulos en refugiarse en las enseñanzas de Buda. Buda también regaló ocho mechones de su cabello a los mercaderes y les dio instrucciones sobre cómo construir una estupa en la que consagrar estas reliquias del cabello. Los mercaderes presentaron los ocho mechones de cabello al rey Okkalapa de Dagon, quien consagró los mechones junto con algunas reliquias de los tres Budas precedentes (Kakusandha, Koṇāgamana, y Kassapa) en una estupa en la Colina Singuttara, en la actual Myanmar.

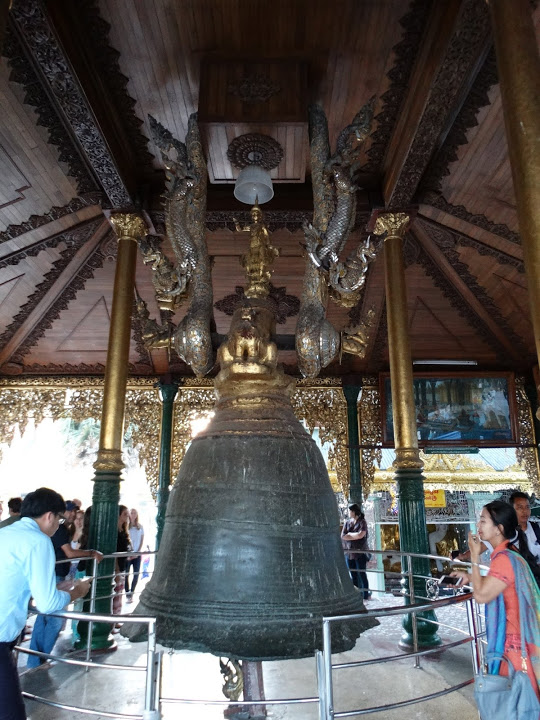
Campana.

La estupa quedó abandonada hasta los años 1300 cuando el rey Binnya U de Bago ordenó que se reconstruyera y se le diera una altura de 18 metros. Posteriormente, fue reconstruida en varias ocasiones, alcanzando su altura actual en el siglo XV. Una serie de terremotos ocurridos en los siglos siguientes ocasionaron daños en el edificio. Los peores sucedieron en 1768 cuando un temblor derribó la parte superior de la estupa; el rey Hsinbyushin ordenó su reconstrucción, dejándola con su aspecto actual. En 1871, tras la anexión de la baja Birmania al Imperio Británico, el rey Mindon Min donó una nueva hti o corona a la estupa.

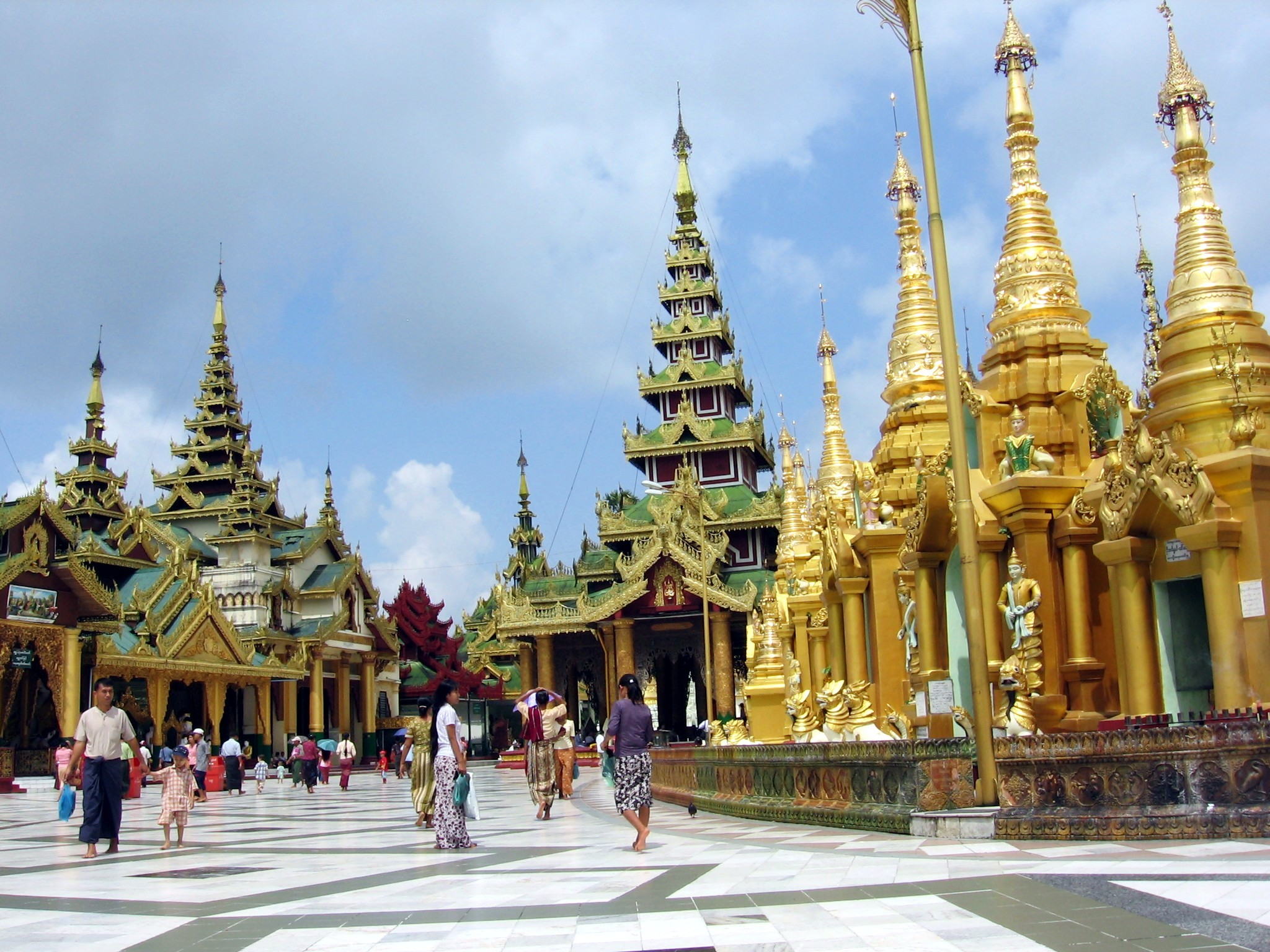
Vista del complejo.

### Guerra e invasión
En 1608, el aventurero portugués Philip de Brito y Nicote, se llevó la campana de 300 toneladas que en 1485 había donado el rey Dhammazedi. La intención del aventurero era la de fundirla para poder realizar cañones; sin embargo, mientras la transportaba por el río Bago, la campana se hundió y no pudo ser recuperada.
Dos siglos más tarde, con la llegada de los británicos y la primera guerra anglo-birmana, las tropas del imperio convirtieron Shwedagon en una fortaleza en la que instalaron su puesto de comando. Se produjeron actos de pillaje y vandalismo y se llegó a cavar un túnel bajo la estupa con la intención de construir ahí un almacén de armas. La campana Maha Gandha, realizada con 23 toneladas de bronce, fue sacada del complejo con la intención de trasladarla hasta Calcuta. La campana se hundió en las aguas del río. Cuando los británicos desistieron de intentar recuperarla, el pueblo birmano se ofreció para hacerlo, siempre que fuera retornada a la estupa. Utilizando centenares de postes de bambú consiguieron reflotar la campana que regresó a su lugar original.

### Política
Durante la segunda huelga de estudiantes en la historia del país, ocurrida en 1936, Shwedagon se convirtió en el campamento de los huelguistas. En enero de 1946, el general Aung San se dirigió a las masas desde esta estupa, pidiendo la independencia a los británicos. Cuarenta y dos años más tarde, su hija Aung San Suu Kyi realizó otro discurso ante cerca de 500.000 personas en Shwedagon; en este caso pidiendo al gobierno militar el retorno de la democracia.

## Diseño

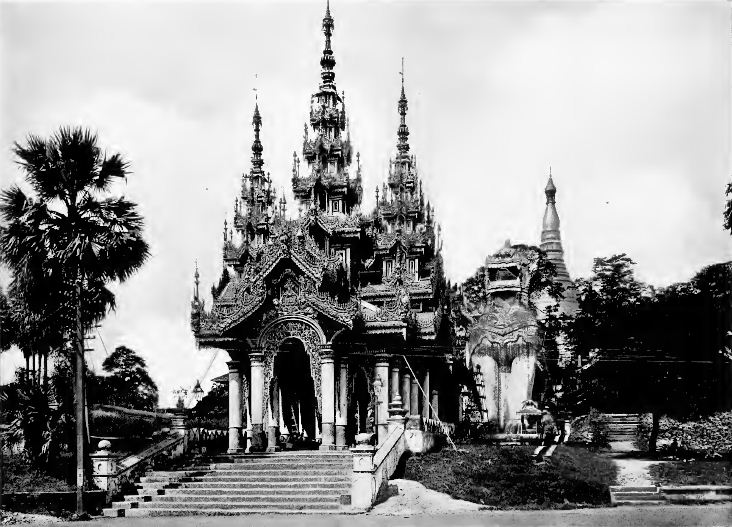
Entrada sur en la década de 1890

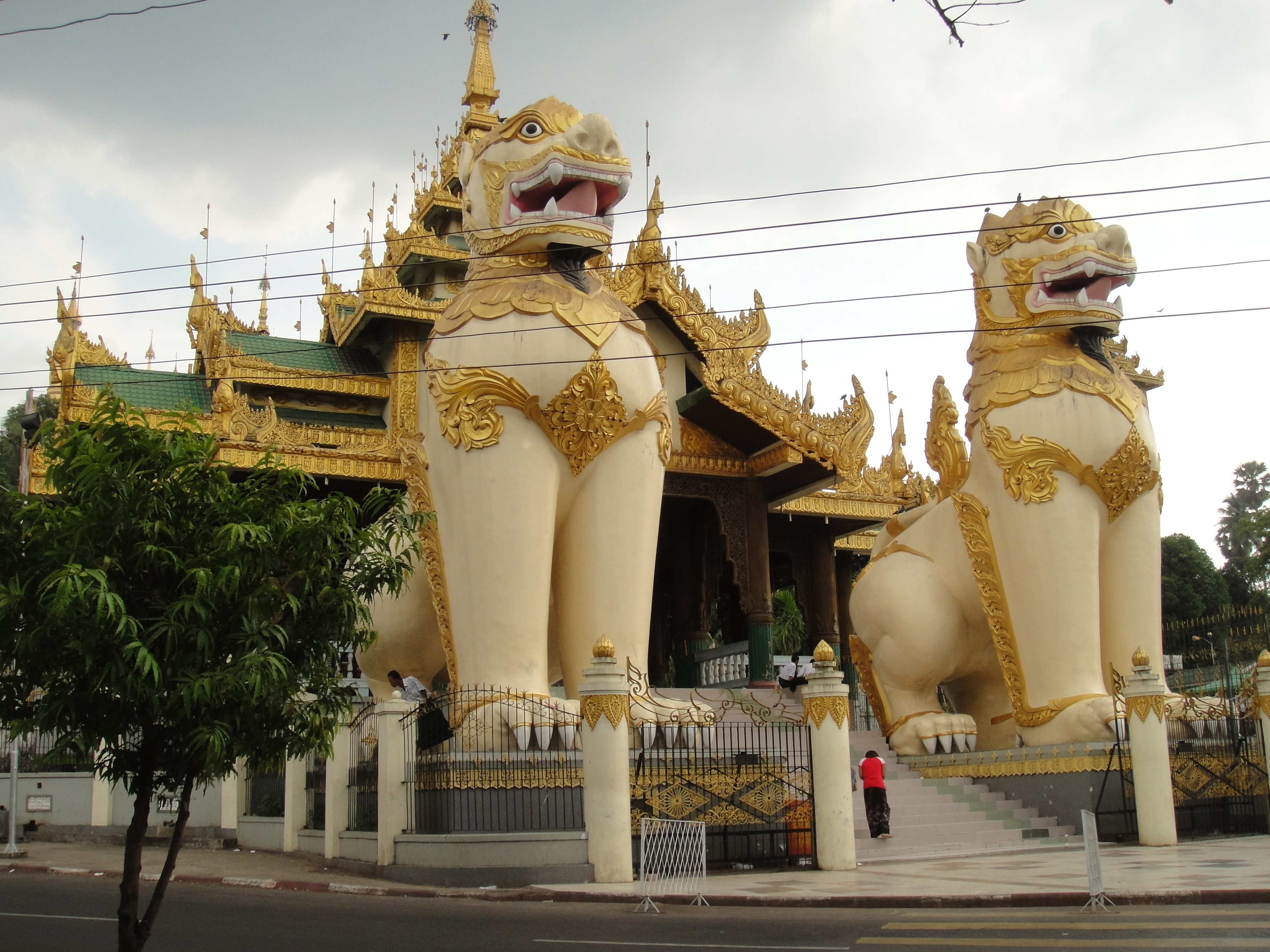
Un par de leogrifos custodiando la entrada a la pasarela que sube por la colina Singuttara hasta la pagoda Shwedagon.

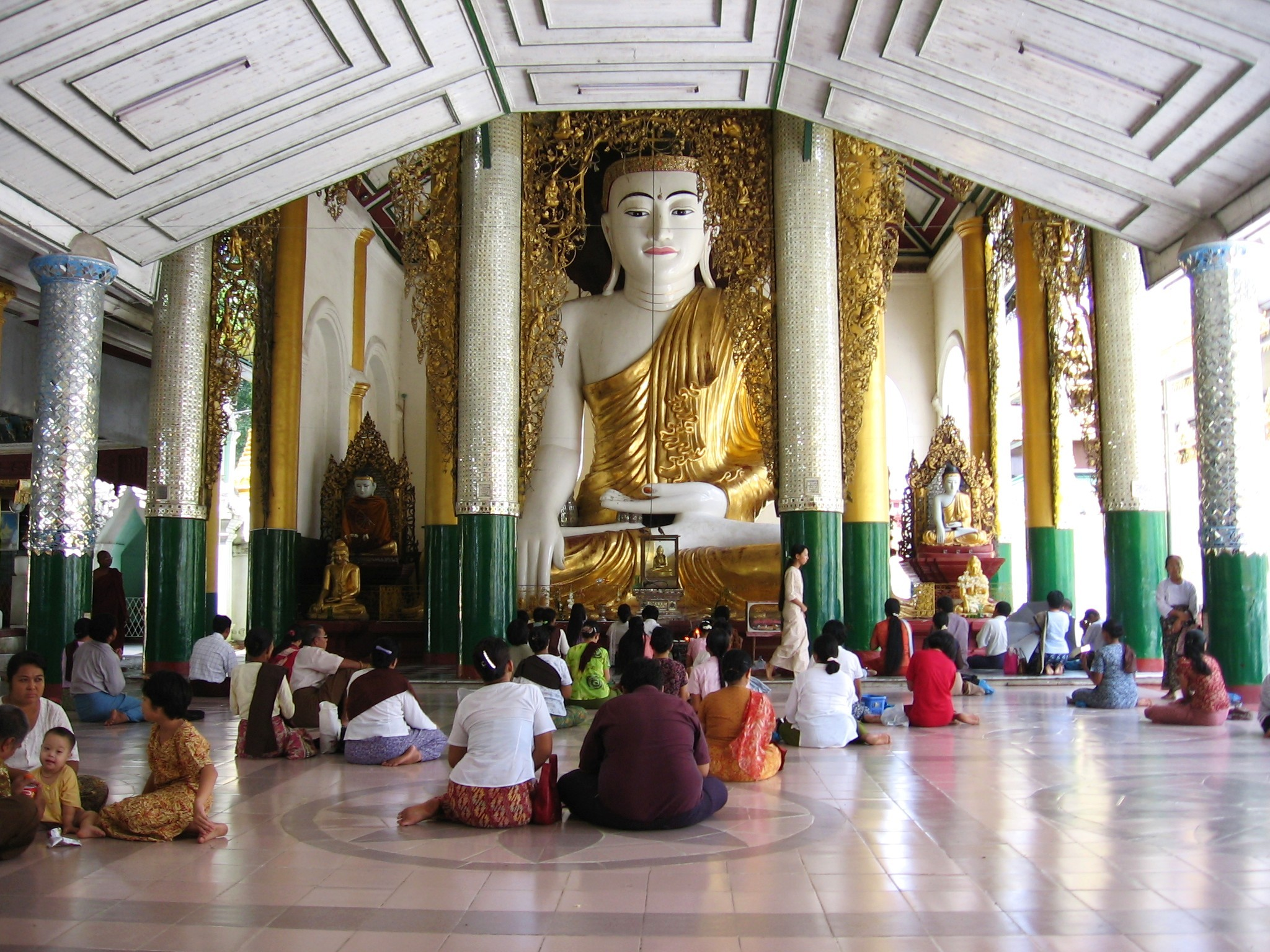
Fieles a los pies de una enorme estatua de Buda.

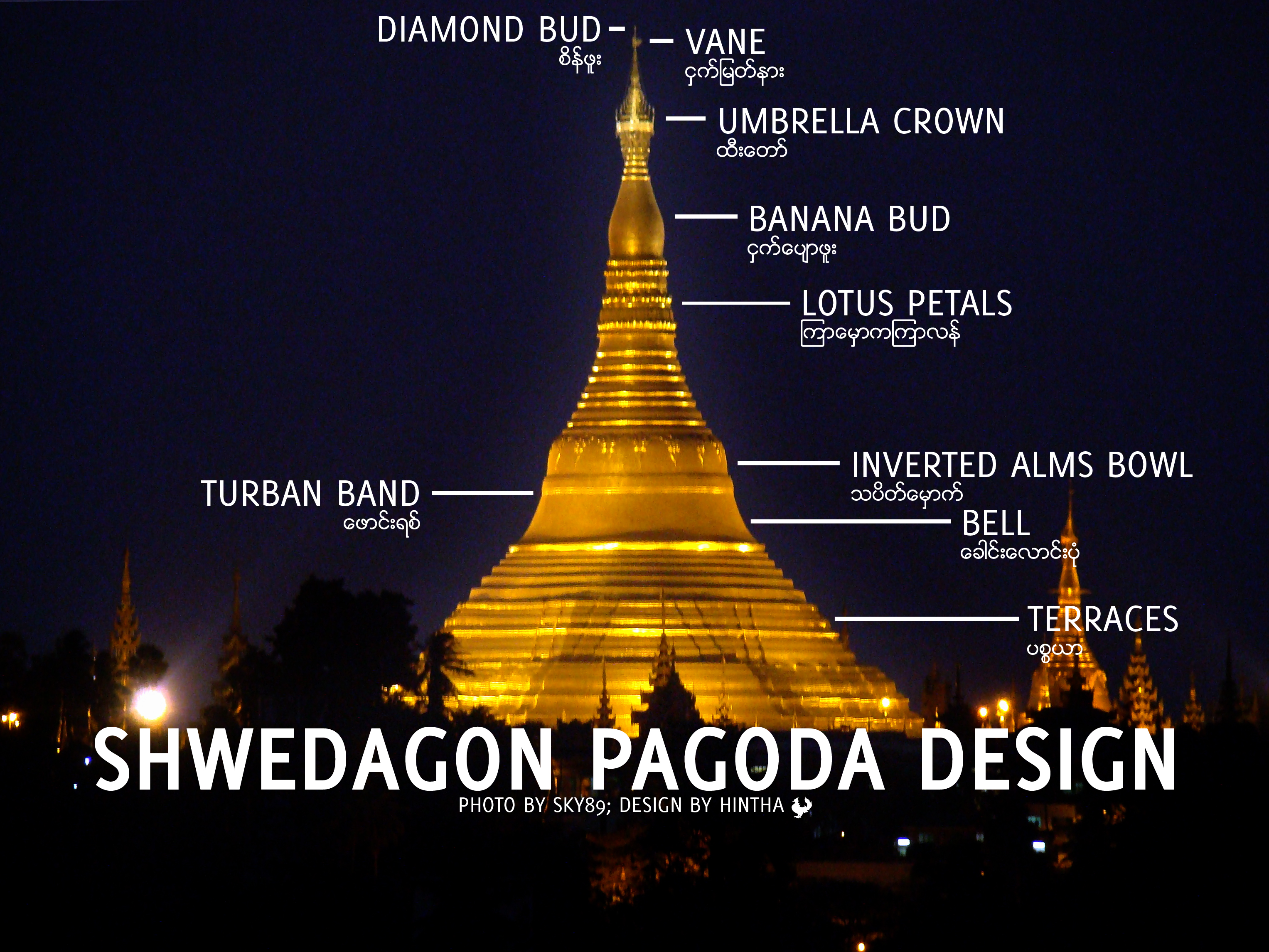
Diagrama que muestra las diversas características arquitectónicas que componen el diseño de la Pagoda Shwedagon.

El plinto de la estupa está hecho de ladrillos cubiertos con placas de oro. Sobre la base hay terrazas a las que sólo pueden acceder los monjes y otros varones. A continuación está la parte en forma de campana de la estupa. Encima está el turbante, luego el cuenco de limosnas invertido, los pétalos de loto invertidos y verticales, el brote de plátano y luego la corona de sombrilla.  
Existen cuatro entradas (mouk) a la paya con tramos de escaleras que levan hasta la plataforma (yin byin) en la colina Singuttara. Dos chinthe gigantes (leones míticos) protegen la entrada sur; la imagen en el altar situado en lo alto de las escaleras es la del segundo Buda, Konagamana. Sobre la base se encuentran diversas terrazas (pyissayan) a las que sólo pueden acceder los monjes y los hombres. En la parte superior se encuentra la corona, cubierta con 5.448 diamantes y 2.317 rubíes. Inmediatamente antes de la yema de diamante hay una veleta en forma de bandera. La cúspide, el brote de diamantes, tiene un diamante de 76 quilates (15 g).
El aspecto dorado de la estupa se debe a las placas de oro con las que está recubierta y se fijan con remaches tradicionales. Los habitantes de Birmania así como diversos monarcas de su historia, han donado oro a la estupa para conservarla. La tradición se inició en el siglo XV cuando la reina Shin Saw Pu donó su peso en oro y se ha mantenido hasta la actualidad.  
Los templos que completan el recinto tienen diferentes arquitecturas dependiendo quién haya hecho las ofrendas para construirlo, su país y el momento de la historia en que se han realizado.
Es costumbre rodear las estupas budistas en el sentido de las agujas del reloj. De acuerdo con este principio, se puede empezar por el santuario oriental, que alberga una estatua del Buda Kakusandha, el primer Buda del actual Kalpa. A continuación, en el santuario direccional sur, hay una estatua del segundo Buda, Koṇāgamana. A continuación, en el santuario direccional occidental, se encuentra la del tercer Buda, Kassapa. Por último, en el santuario direccional norte, está el del cuarto Buda, Gautama.

## Rituales

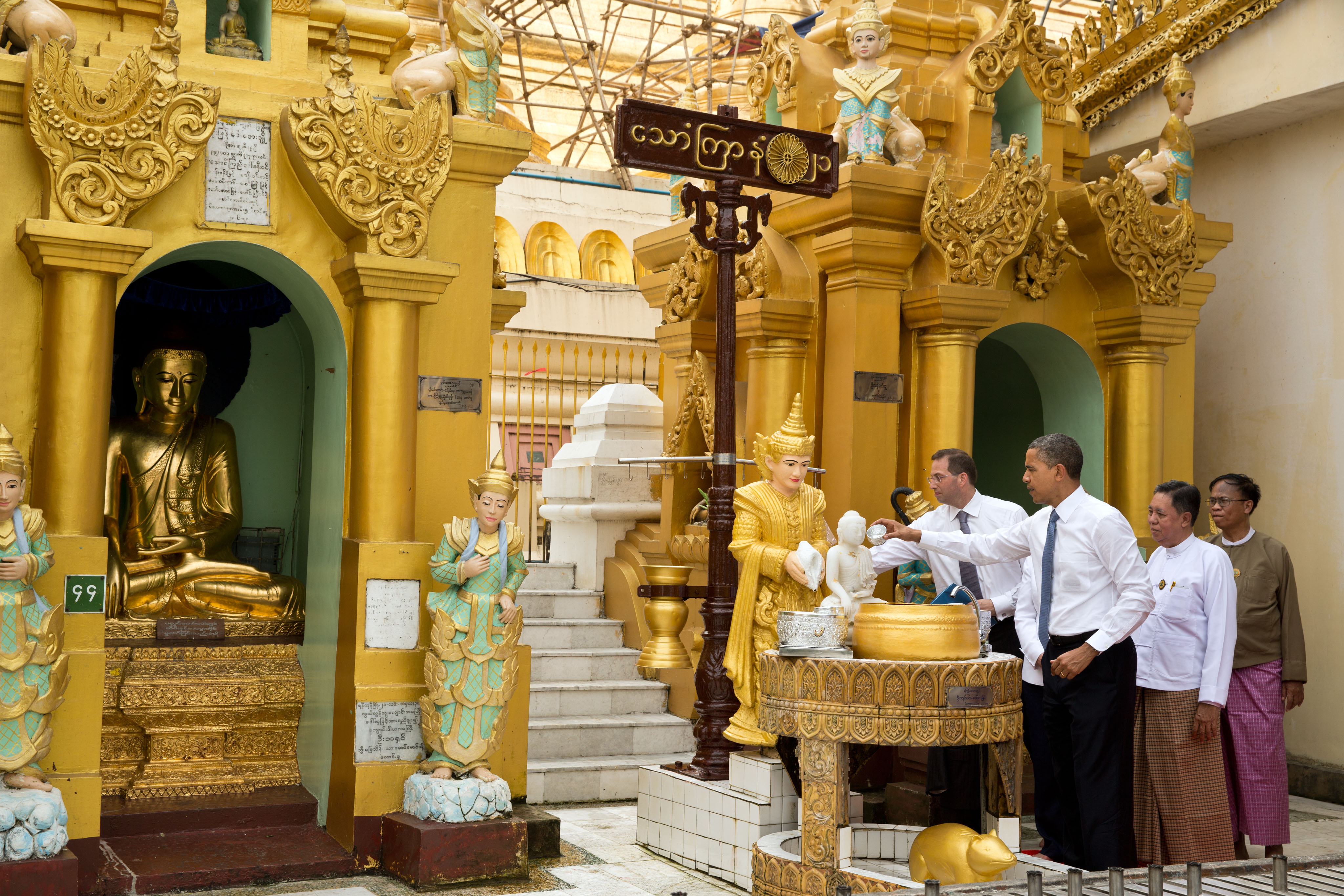
El presidente de EE.UU. Barack Obama realiza un ritual de bendición vertiendo agua sobre la estatua de Buda en el puesto planetario de los viernes; Obama nació un viernes.

Aunque la mayoría de los birmanos son budistas Theravada budistas, muchos también siguen prácticas que tienen su origen en la astrología hindú. La astrología birmana reconoce los siete planetas de la astrología - el Sol, la Luna, Mercurio, Venus, Marte, Júpiter y Saturno, y además, otros dos planetas, Rahu y Ketu. Todos los nombres de los planetas están tomados de la astrología hindú, pero el Rahu y el Ketu birmanos son diferentes del Rahu y el Ketu hindúes. Los birmanos los consideran planetas distintos y separados, mientras que la astrología hindú los considera la Cabeza y la Cola del Dragón, o los Nodos Ascendente y Descendente. Para los birmanos, Ketu es el rey de todos los planetas. Como en muchos otros idiomas, los birmanos nombran los siete días de su semana según los siete planetas, pero la astrología birmana reconoce una semana de ocho días, en la que el miércoles se divide en dos días: hasta las 6 de la tarde es miércoles, pero desde las 6 de la tarde hasta medianoche es el día de Rahu.
Para los budistas birmanos es importante saber en qué día de la semana nacieron, ya que esto determina su puesto planetario. Hay ocho puestos planetarios, ya que el miércoles está dividido en dos (a. m. y p. m.). Están marcados por animales que representan el día: garuda para el domingo, tigre para el lunes, león para el martes, elefante con colmillos para el miércoles por la mañana, elefante sin colmillos para el miércoles por la tarde, ratón para el jueves, cobaya para el viernes y nāga para el sábado. Cada poste planetario tiene una imagen de Buda y los devotos ofrecen flores y banderas de oración y vierten agua sobre la imagen con una oración y un deseo llamado Ritual de Bendición. En la base del poste, detrás de la imagen, hay un ángel de la guarda, y debajo de la imagen está el animal que representa ese día en particular. El zócalo de la estupa es octogonal y está rodeado por ocho pequeños santuarios (uno por cada poste planetario). Es costumbre circumnavigate en el sentido de las agujas del reloj. Muchos devotos realizan un ritual de bendición vertiendo agua en su poste planetario.
El peregrino, al subir las escaleras de la pagoda, compra flores, velas, banderas de colores y serpentinas. Se depositan en la estupa en un acto simbólico de donación, un aspecto importante de la enseñanza budista. Hay cajas de donaciones situadas en varios lugares alrededor de la pagoda para recibir ofrendas voluntarias que pueden entregarse a la pagoda para fines generales. En diciembre de 2017, se cobró a los extranjeros una entrada de Ks.10.000/- (unos 7 dólares estadounidenses).

## Shwedagon en la literatura
Rudyard Kipling describió su visita a la pagoda de Shwedagon en 1889, diez años más tarde, en De mar a mar y otros bocetos, cartas de viaje (From Sea to Sea and Other Sketches, Letters of Travel). Así se expresó:
```
   
Entonces, un misterio dorado se alzó en el horizonte, una hermosa maravilla que guiñaba el ojo y resplandecía bajo el sol, con una forma que no era ni cúpula musulmana ni templo hindú. Se alzaba sobre una loma verde, y bajo ella había hileras de almacenes, cobertizos y molinos. ¿Bajo qué nuevo dios, pensé, estamos sentados ahora los irreprimibles ingleses?

   
Ahí está el viejo Shway Dagon" (pronunciado Dagone), dijo mi compañero. "¡Maldita sea! Pero no era una cosa para jurar. Esto explicaba, en primer lugar, por qué habíamos tomado Rangún y, en segundo lugar, por qué habíamos seguido adelante para ver qué más había de rico o raro en aquella tierra. Hasta ese momento, mis ojos inexpertos no podían ver que la tierra se diferenciara mucho en apariencia de los Sunderbans, pero la cúpula dorada dijo: "Esto es Birmania, y no se parecerá en nada a ninguna tierra que conozcas". Es una especie de santuario antiguo y famoso -dijo mi acompañante-, y ahora que la línea Tounghoo-Mandalay está abierta, los peregrinos bajan a millares para verlo. Perdió su gran cúspide dorada -esa cosa que llaman "htee"- en un terremoto; por eso está oculta por bambúes en un tercio de su altura. Deberías verlo cuando esté descubierto. Ahora lo están reconstruyendo".
```

Vicente Blasco Ibáñez nos cuenta su visita a la pagoda de Shwedagon en su libro 'La vuelta al mundo de un novelista" escrito en 1923.

## Réplicas
La Pagoda Uppatasanti, situada en Naypyidaw, capital de Myanmar, es una réplica de la pagoda Shwedagon. Terminada en 2009, es similar en muchos aspectos a la de Shwedagon, pero su altura es 30 cm inferior a la de ésta.
Otra réplica de la pagoda de Shwedagon, de 46,8 m de altura, se construyó en el Parque Natural de Lumbini, en Berastagi, Sumatra del Norte (Indonesia). Terminada en 2010, los materiales de construcción de esta pagoda se importaron de Myanmar.
La Pagoda Global Vipassana, de 29 m de altura e inaugurada en 2009, situada en Bombay, India es también una réplica de Shwedagon
La Pagoda Tachileik Shwedagon, cerca del Triángulo Dorado del Sudeste Asiático en Myanmar es otra réplica.